# Adolphe Pezzuli
Adolphe Pezzuli, né le 4 juillet 1928 à Bordighera (Ligurie) et mort le 11 janvier 2013 à Leuville-sur-Orge (Essonne), est un coureur cycliste français à partir de 1940, professionnel de 1950 à 1955.

## Biographie
Né italien, il est naturalisé français en 1940.

## Palmarès
- 1950
  - Grand Prix de Vals-les-Bains
- 1951
  - 6eb étape du Critérium du Dauphiné libéré
- 1952
  - 12e et 14e étapes du Tour du Maroc
  - 3e du Grand Prix de Cannes
- 1953
  - 2e de Gênes-Nice
- 1954
  - 3e du Grand Prix du comptoir des tissus

## Résultats sur les grands tours

### Tour de France
1 participation
- 1952 : 71e